# Ples lešinara
Ples lešinara je 2. epizoda strip serijala Pogrebnik. Objavljena je u Srbiji 2016 godine u izdanju izdavačke kuće Makondo iz Beograda 2016. godine. Epizoda je bila u boji i imala 50 strana, formata 240x310mm. Prevodilac je bio Branislav Glumac. Tiraž je bio 500 primeraka. Cena je bila 1.500 dinara (oko 13 €).

## Originalno izdanje
Epizoda se pojavila originalno pod nazivom La Danse des vautours u izdanju francuske kuće Dargaud Benelux po ceni od 15 €. Izašla je 2015. godine. Scenario je napisao Gzavije Dorison (Xavier Dorison), nacrtao Ralf Mejer (Ralph Meyer, a kolorisali Karolin Delabi (Caroline Delabie) i Ralf Mejer.

## Prethodna i naredna epizoda
Prethodni album nosio je naziv Čovek koji je jeo zlato, a naredna Ogar iz Sater kampa.